# Straszówek
Straszówek – przysiółek wsi Straszów w Polsce, położony w województwie łódzkim, w powiecie piotrkowskim, w gminie Rozprza.
W latach 1975–1998 przysiółek administracyjnie należał do województwa piotrkowskiego.